# Piece by Piece (filme)
Piece by Piece (bra: Peça por Peça; prt: Peça a Peça) é um filme biográfico musical de animação digital dirigido e coproduzido por Morgan Neville. Acompanha a vida e a carreira do músico americano Pharrell Williams, que estrela o filme, através das lentes de animação Lego. Produzido pela The Lego Group, Tremolo Productions e I Am Other, Piece by Piece é o quinto filme cinematográfico baseado em Lego e o primeiro sob a gestão de seus direitos cinematográficos pela Universal Pictures. Junto de Williams e Neville, o filme conta com as vozes de Gwen Stefani, Kendrick Lamar, Timbaland, Justin Timberlake, Busta Rhymes, Jay-Z e Snoop Dogg.

## Enredo
O filme começa com Pharrell Williams conversando com o documentarista Morgan Neville. Pharrell explica que quer contar sua história em forma de Lego, pois sua visão do mundo é como a de um conjunto de Lego, que está construindo algo a partir de outro material preexistente.
A história de Pharrell começa em Virginia Beach, onde ele morava nos projetos habitacionais Atlantis com seus pais, Pharaoh e Carolyn. Ele tinha sinestesia , o que o fazia ver cores na música. Pharrell era cativado por artistas como Stevie Wonder, o que despertou sua paixão pela música. Enquanto ele lutava na escola academicamente, ele fez amizade com Chad Hugo e criou música com ele, junto com futuros artistas como Missy Elliott, Pusha T e Timbaland.
Pharrell e Chad acabaram trabalhando juntos para formar o The Neptunes. Eles se apresentaram no show de talentos da escola para o famoso produtor musical Teddy Riley. Impressionado, Teddy contratou os caras. Pharrell ajudou a criar alguns trabalhos para Teddy, como escrever seu verso na música "Rump Shaker" para o grupo de Teddy, Wreckx-n-Effect, mas trabalhar para Teddy significava que Pharrell não poderia trabalhar em sua própria música.
Mais tarde, Pharrell e Chad trabalhariam com o rapper N.O.R.E. em seu single de sucesso "Superthug", antes de também trabalhar com Pusha T e o colega rapper Malice (com sua dupla Clipse) e mais tarde Mystikal em sua música "Shake Ya Ass". Isso chamou a atenção de outros grandes artistas como Jay-Z, Busta Rhymes, Gwen Stefani e Justin Timberlake. Jay-Z descreve Pharrell como um "irmão mais novo" que os outros artistas da indústria queriam procurar, já que ele estava abrindo portas para muitos deles.
Pharrell e Chad são mais tarde chamados para trabalhar com Snoop Dogg, famoso por sua imagem de rap gangsta. Após uma sessão envolvendo 'PG Spray' (cannabis), os caras vêm com "Drop It Like It's Hot". Snoop observa que este foi seu primeiro single número um, e que ele sentiu que Pharrell trouxe à tona um lado divertido dele.
Pharrell eventualmente tentou se tornar um artista solo, começando com o single "Frontin'" que ele fez com Jay-Z. Um produtor musical observa que isso deveria ter impulsionado Pharrell ao status solo. Pharrell persistiu em tentar construir sua marca, expandindo da música para outros meios, como skate ou moda. Ele criou a marca Billionaire Boys Club e o calçado Ice Cream. Outros observam que Pharrell estava começando a se espalhar muito, tirando a centelha que normalmente o impulsionava. Eventualmente, Pharell conseguiu fazer um retorno, colaborando com Daft Punk e Nile Rodger no single "Get Lucky", rendendo a todos eles o Grammy Award para Gravação do Ano.
A esposa de Pharrell, Helen, dá uma entrevista discutindo como eles se conheceram. Ela foi a uma das festas dele e notou que ele estava cercado por outras mulheres, mas ele a notou e foi até ela, fazendo muitas perguntas até que Helen disse que tinha um namorado. Helen mais tarde terminou com aquele homem e eventualmente namorou e se casou com Pharrell.
Enquanto estava preso em uma rotina criativa, Pharrell foi encarregado de escrever músicas para os filmes Meu Malvado Favorito. Ele passa tempo com sua família, particularmente seu filho pequeno, e se inspira para criar "Happy". Ela se torna um sucesso estrondoso em todo o mundo, com pessoas em vários países recriando o famoso videoclipe. A entrevista de Pharrell com Oprah Winfrey, onde ele começa a chorar, é recriada.
Pharrell fica emocionado ao falar com Neville sobre como sua família e seus amigos impulsionaram seu sucesso. No entanto, ele também discute o estado político das coisas, especificamente em relação à brutalidade policial contra afro-americanos. Pharrell forneceu o gancho para a música "Alright" de Kendrick Lamar, que se tornou uma frase popular entre grupos como o movimento Black Lives Matter.
Quando Pharrell e Neville chegam à conclusão do filme, Pharrell mais uma vez compartilha sua visão sobre a vida, e como alguém pode pegar as coisas e construí-las para ser algo melhor, bem como Lego. Pharrell então conclui com um show com ele tocando sua nova música, "Piece By Piece".

## Elenco
- Pharrell Williams como ele mesmo
- Morgan Neville como ele mesmo
- Gwen Stefani como ela mesma
- Kendrick Lamar como ele mesmo
- Timbaland como ele mesmo
- Justin Timberlake como ele mesmo
- Busta Rhymes como ele mesmo
- Jay-Z como ele mesmo
- Snoop Dogg como ele mesmo

N.O.R.E. e Daft Punk também fazem aparições como eles mesmos.

## Produção
A produção do filme durou cerca de cinco anos. Após o sucesso das canções "Happy" e "Get Lucky" em 2013, o agente de Pharrell Williams o encorajou a prosseguir a criação de uma biografia, encorajando-o a "fazer [do seu] próprio jeito". Williams não estava interessado em fazer uma cinebiografia "tradicional", mas queria transmitir a história de uma forma mais imaginativa e "desafiando o gênero", onde o público "mergulharia em um mundo onde as possibilidades são infinitas". Williams se lembraria: “Todo mundo estava fazendo isso na época, e eu pensei, 'Claro que não.' Eu nunca quero fazer o que todo mundo está fazendo". Williams abordou o agente de Morgan Neville com a ideia do filme no início de 2019 e, depois que Neville ouviu a proposta de Williams, ele concordou em ajudar a desenvolver o projeto. Williams reiteraria seu sentimento, afirmando: "Eu realmente nunca quis fazer isso, mas quando tive a oportunidade de fazer um documentário da maneira que quisesse, e Morgan levantou a mão, pensei: "Ok, isso pode ser interessante"". A parceira de produção de Williams, Mimi Valdés, ajudou-o a decidir quais partes de sua vida e carreira ele queria documentar.
Neville inicialmente começou a conversar pessoalmente com Williams no início de 2020. Após o início da pandemia de COVID-19, Neville recrutou amigos e colaboradores de Williams para aparecerem rapidamente no filme, contando que “Não houve uma única pessoa que, quando lhes pedimos para participar, sequer hesitasse”. A grande maioria de seu trabalho com eles passou a falar remotamente ao telefone em sua sala de estar com pessoas, enviando-lhes pessoal de áudio caso não conseguissem acessar um estúdio. Algumas cenas live-action foram filmadas, incluindo uma com Williams em Virginia Beach. Sendo sua estreia no cinema de animação, Neville sentiu que era "incrivelmente emocionante" ser capaz de controlar todos os aspectos visuais do filme, ao contrário dos filmes em live-action que dirigiu no passado. Ele explicou que o meio animado ajudou a "canalizar" melhor Williams para a história. Depois que a detentora da licença anterior, Warner Bros. Pictures, que produziu a franquia de The Lego Movie, deixou expirar seus direitos de criação de filmes Lego, a Universal Pictures os comprou em abril de 2020, para durar até 2025.
Em junho de 2024, Williams, Gwen Stefani, Kendrick Lamar, Timbaland, Justin Timberlake, Jay-Z, Snoop Dogg e Busta Rhymes foram escalados para o filme. Em entrevista publicada naquele dia para a Variety, Neville revelou que Daft Punk também apareceria no filme.
Williams compôs duas canções originais para o projeto, descrevendo a primeira como "feita para uma cena específica", e a segunda, também feita para uma cena específica, como "como minha tese - [que é] que Deus é o maior". Músicas que ele compôs com seu parceiro criativo de longa data Chad Hugo, bem como as colaborações de Williams com outros artistas aparecerão no filme, como "Get Lucky" de Daft Punk e "Rump Shaker" de Wreckx-N-Effect.

## Marketing
Em junho de 2024, a Focus Features e Williams revelaram o primeiro trailer do filme. Escrevendo para o USA Today, Brendan Morrow observou que "o projeto parece uma mistura única de filme de animação e documentário".
Williams afirmou que a Lego lançará brinquedos baseados no filme.

## Lançamento
Piece by Piece foi lançado em 11 de outubro de 2024 nos Estados Unidos, pela Focus Features.

## Recepção

### Resposta da crítica
No site agregador de críticas Rotten Tomatoes, 84% das 96 resenhas dos críticos são positivas, com uma classificação média de 7,1/10. O Metacritic, que usa uma média ponderada, atribuiu ao filme uma pontuação de 64 em 100, baseado em 26 críticos, indicando críticas "geralmente favoráveis".